# Kerstin Hartmann (Übersetzerin)
Kerstin Hartmann, auch Kerstin Silke Hartmann bzw. Kerstin Hartmann-Butt, (* 1960) ist eine deutsche Übersetzerin.

## Leben
Kerstin Hartmann studierte Skandinavistik, Sinologie und Literaturwissenschaft. Sie lebte mehrere Jahre im Ausland, u. a. in Norwegen und Australien. Außerdem absolvierte sie Fortbildungen im Therapiebereich. Sie ist tätig als Dolmetscherin für die Sprachen Norwegisch, Schwedisch und Dänisch, als Dozentin für norwegische Sprache und Landeskunde und leitet Tagungen für interkulturelles Lernen. Seit 1987 veröffentlicht sie Übersetzungen von Belletristik – vorwiegend aus dem Bereich des Kriminalromans – und Sachbüchern aus dem Norwegischen ins Deutsche.
Kerstin Hartmann ist Mitglied im Verband deutschsprachiger Übersetzer literarischer und wissenschaftlicher Werke, VdÜ.

## Übersetzungen
- Solveig Böhle: Damit die Trauer Worte findet, Bern 1992
- Kjell Ola Dahl: Blutfeinde, Bergisch Gladbach 2009
- Kjell Ola Dahl: Knochengrab, Bergisch Gladbach 2006
- Kjell Ola Dahl: Die Kommissarin und der Tote im Fjord, Köln 2013
- Kjell Ola Dahl: Ein letzter Schatten von Zweifel, Bergisch Gladbach 2005
- Kjell Ola Dahl: Lügenmeer, Bergisch Gladbach 2004
- Kjell Ola Dahl: Rein wie der Tod, Köln 2011
- Kjell Ola Dahl: Schaufenstermord, Bergisch Gladbach 2003
- Kjell Ola Dahl: Sommernachtstod, Bergisch Gladbach 2002
- Gabi Gleichmann: Das Elixier der Unsterblichkeit, München 2013 (übersetzt zusammen mit Wolfgang Butt)
- Atle Naess: Als die Welt still stand, Berlin 2006
- Tor Nørretranders: Homo generosus, Reinbek 2004
- Wenke J. Seltzer: Sieben stumme Jahre, München 2005
- Finn Skårderud: Unruhe, Frankfurt am Main 2000
- Kirsten Sørrig: Große Schwester, kleiner Bruder, Bern [u. a.] 1991 (übersetzt zusammen mit Wolfgang Butt)
- Gunnar Staalesen: Begrabene Hunde schlafen nicht, Hamburg 1997
- Gunnar Staalesen: Dein bis in den Tod, Bern [u. a.] 2000
- Gunnar Staalesen: Dornröschen schlief wohl hundert Jahr …, Bern 2001
- Gunnar Staalesen: Die Frau im Kühlschrank, Mönkeberg 1989
- Gunnar Staalesen: Gefallene Engel, Kiel 1992
- Gunnar Staalesen: Das Haus mit der grünen Tür, Kiel 1990
- Gunnar Staalesen: Der Hexenring, Bern [u. a.] 2002
- Gunnar Staalesen: Im Dunkeln sind alle Wölfe grau, Mönkeberg 1987
- Gunnar Staalesen: Die Schrift an der Wand, Bern 1999
- Gunnar Staalesen: Die Toten haben's gut, Bern 2002
- Gunnar Staalesen: Von Angesicht zu Angesicht, Frankfurt am Main 2006
- Gunnar Staalesen: Wie in einem Spiegel, Frankfurt am Main 2004
- Arild Stubhaug: Es war die Kühnheit meiner Gedanken, Berlin 2003